# José Luis Castillo
Pour les articles homonymes, voir José Castillo.
José Luis Castillo est un boxeur mexicain né le 14 décembre 1973 à Empalme.

## Carrière
Champion du Mexique poids plumes et super plumes en 1997 et 1999, il devient champion du monde des poids légers WBC du 17 juin 2000 au 20 avril 2002 puis du 5 juin 2004 au 7 mai 2005 et champion d'Amérique du Nord NABF des super-légers en 2007. 

## Distinction
- Corales - Castillo I est élu combat de l’année en 2005 par Ring Magazine.